# Hankel (Ethnophaulismus)

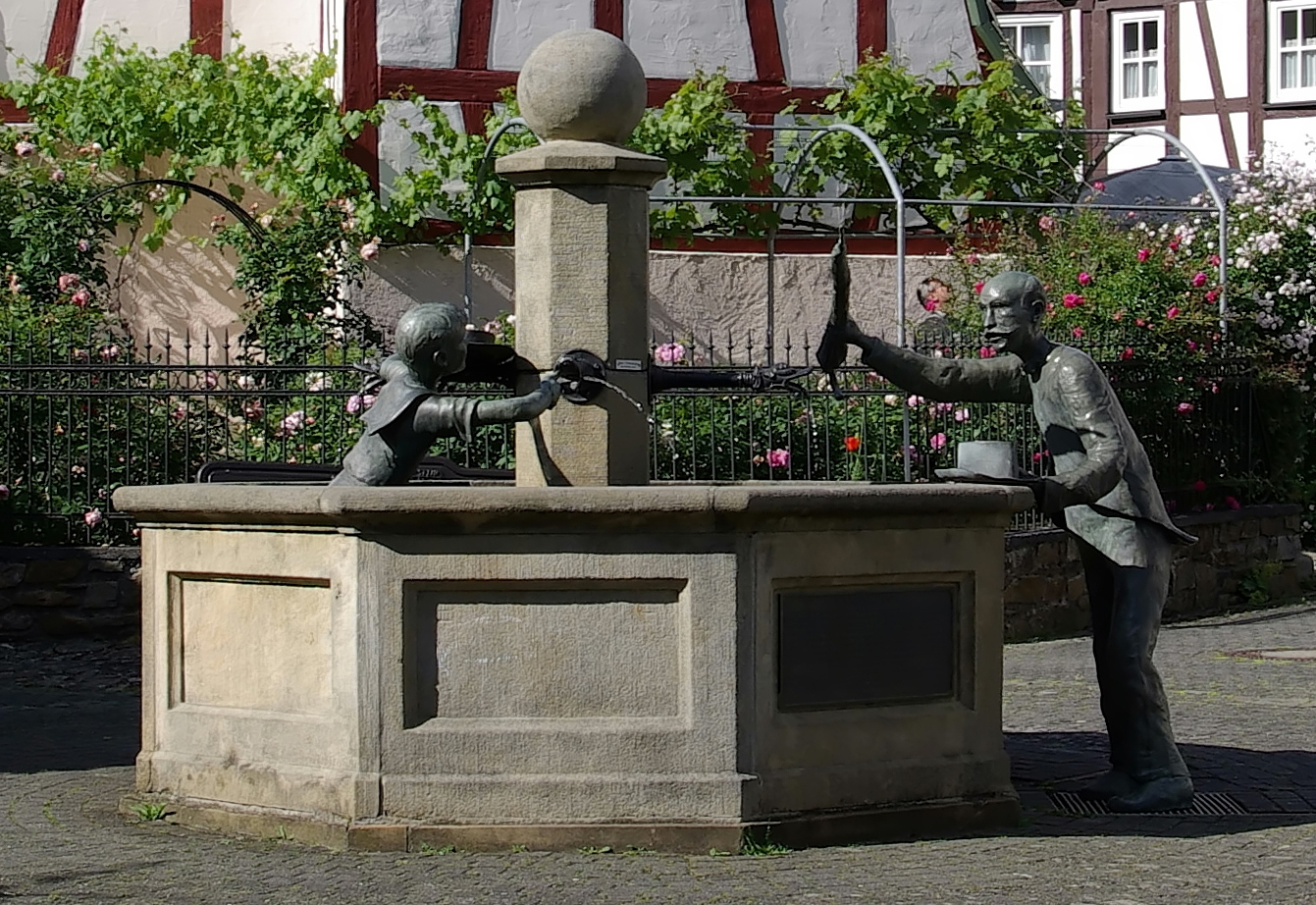
Hankelbrunnen in Herrstein

Das Wort Hankel war der Spottname für die Bewohner Herrsteins. Es kommt von dem früher dort häufig vertretenen Vornamen Johann-Karl, der in Hann-Karl und schließlich Hankel abgekürzt wurde.
Das Wort bezeichnet nach Meinung der Hankel einen selbstbewussten und gebildeten, meist auch etwas dünkelhaften Angehörigen des Besitzbürgertums. Die Meinung in den Nachbargemeinden weicht hiervon erheblich ab.
Beim so genannten „Hankelbrunnen“ in Herrstein stellt die Erwachsenenfigur den „Hankel“ dar. Dass der „Hankel“ oft den Neckereien seiner Umgebung ausgesetzt war, symbolisiert der Junge, der ihn mit Wasser bespritzt. Die Figuren des Brunnens wurden nach einer Idee von Bürgermeister Wolfgang Hey von dem Künstler Hans-Ulrich Pauly (Veitsrodt) geschaffen und von der Kunstgießerei Rincker in Sinn gegossen (1983).

## Quelle
1. ↑  Am Hankelbrunnen angebrachte Informationstafel.